# Disophrys variegata
Disophrys variegata är en stekelart som först beskrevs av Gyöö Viktor Szépligeti 1908.  Disophrys variegata ingår i släktet Disophrys och familjen bracksteklar. Inga underarter finns listade i Catalogue of Life.